# Gravitationele compressie
Gravitationele compressie is het verschijnsel dat de zwaartekracht een voorwerp comprimeert dankzij de invloed van deze kracht op de massa. Als gevolg hiervan neemt de dichtheid van het voorwerp toe en het volume af. 
Een dergelijk verschijnsel speelt zich bijvoorbeeld af in het inwendige van sterren die in hun gewone levensfase verkeren, zoals de zon. Als gevolg van de naar binnen gerichte zwaartekracht wordt het oppervlak van de zon geregeld iets naar beneden geduwd, waardoor de druk in de onderliggende laag toeneemt en bijgevolg ook de dichtheid van deze laag. Dankzij de toegenomen dichtheid kan er meer massa naar de kern van de ster toe stromen, waardoor de naar binnen gerichte zwaartekracht nog verder toeneemt. Dit is dus een zichzelf versterkend effect, dat zich voortzet tot in de zonnekern. Hier neemt als gevolg van de druk van alle bovenliggende lagen de dichtheid het meest toe, wat leidt tot het meer voorkomen van botsingen tussen subatomaire deeltjes. Dit laatste maakt op zijn beurt weer kernfusie in de zon mogelijk. Hoe zwaarder een ster, des te groter de gravitationele compressie.
Hetzelfde verschijnsel doet zich in iets mindere mate voor bij andere massieve objecten in het zonnestelsel. Vermoedelijk als gevolg van gravitationele compressie is van alle Saturnusmanen Titan veruit de zwaarste. Gravitationele compressie is er ook de meest waarschijnlijke oorzaak van dat de Aarde van de planeten in het zonnestelsel de grootste dichtheid heeft, terwijl Mercurius weliswaar uit zwaardere materialen dan de Aarde is samengesteld maar toch een iets lagere dichtheid heeft.